# Veeam Software

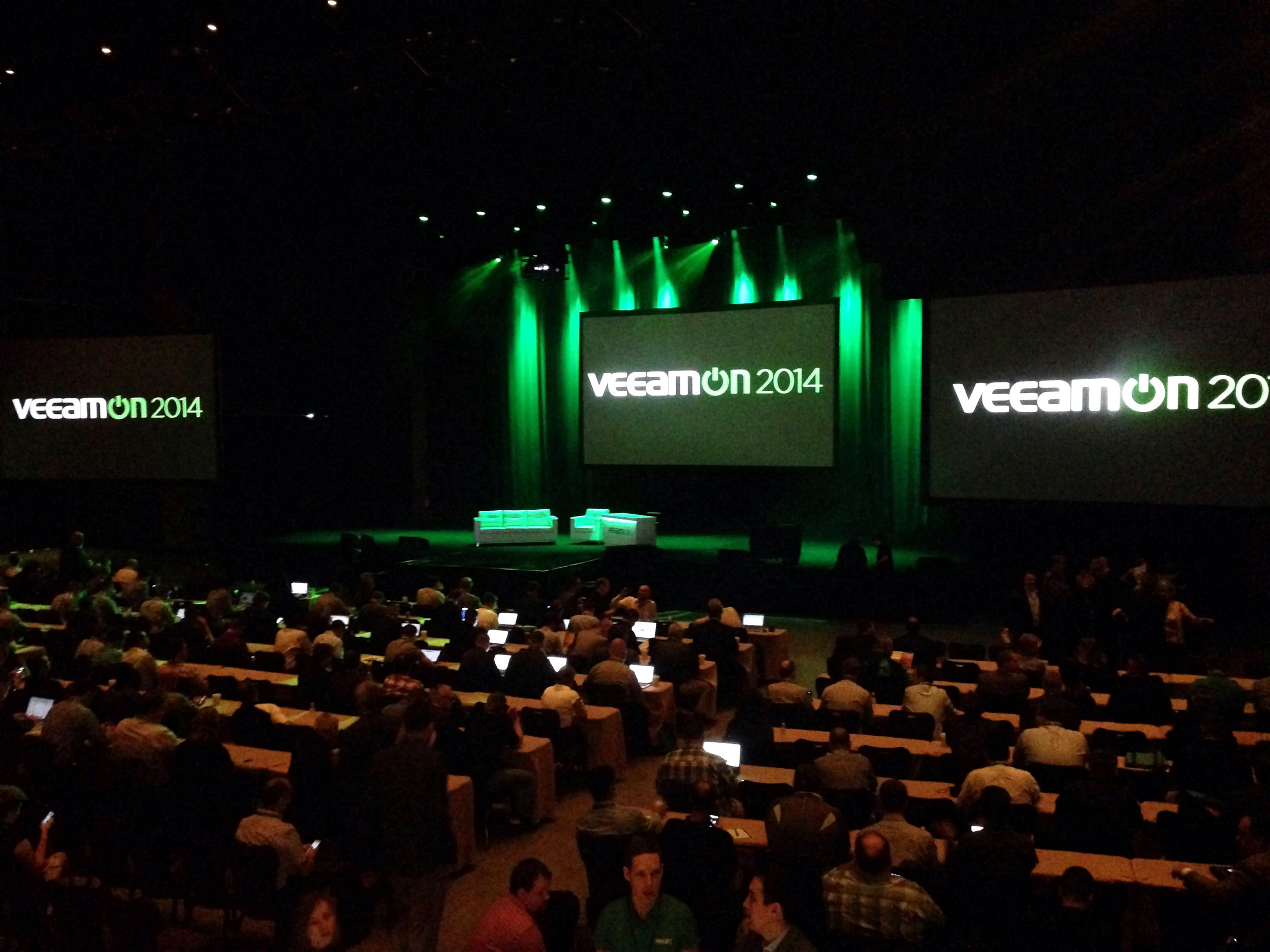
VeeamON sala de conferência

A Veeam Software é uma empresa privada de tecnologia da informação que desenvolve software para backup, recuperação de desastres e gerenciamento inteligente de dados em infraestruturas virtuais, físicas e de múltiplas nuvens. A empresa tem sedes em Baar, na Suíça; e em Columbus, Ohio, nos Estados Unidos. O nome Veeam veio da pronúncia fonética das letras "VM", de máquina virtual.

## História
Ratmir Timashev e Andrei Baronov fundaram a Veeam em 2006. Timashev e Baronov venderam sua empresa anterior de software de gerenciamento de TI, a Aelita Software Corporation, para a Quest Software em 2004; A Dell posteriormente adquiriu a Quest Software em 2012. Em junho de 2016, a Dell anunciou a venda de sua divisão de software, que incluía a Quest, para a Francisco Partners e a Elliott Management Corporation.
Os primeiros produtos da Veeam foram o Veeam Monitor e o Veeam Reporter, que forneciam monitoramento, criação de relatórios, análise e documentação de infraestruturas virtuais. Mais tarde, em 2010, a empresa combinou os dois produtos para formar o Veeam ONE. A Veeam ganhou atenção em 2007 com seu produto gratuito de cópia de backup de VM, o FastSCP, que se tornou a base para a criação do software de proteção de dados da Veeam para virtualização de hardware.
Em 2014, a Veeam realizou sua primeira conferência sobre proteção de dados e disponibilidade, a "VeeamON", que ocorreu em Las Vegas, Nevada.
Em 2016, a Veeam indicou Peter C. McKay, ex-Vice-presidente sênior e Gerente-geral das Américas com a VMware, como Presidente/COO. Em 2017, Peter McKay e Andrei Baronov foram promovidos para as funções de Co-CEOS da empresa. No final de 2018, Andrei Baronov foi promovido a CEO.
A empresa tem alguns escritórios internacionais, incluindo sedes regionais para EMEA em Paris, na França, para as Américas em Columbus, Ohio, para o Oriente Médio em Dubai e para a região da Ásia-Pacífico em Sydney, Austrália.
Em 9 de janeiro de 2020, a Insight Partners anunciou que ia adquirir a Veeam em um negócio de US$ 5 bilhões e mudar a empresa para os EUA.
Em 22 de julho de 2020, foi relatado que a Gartner, Inc. havia incluído a Veeam Software entre os líderes no Magic Quadrant para soluções de backup e recuperação de data centers de 2020.
Em 2020, a Veeam indicou Bill Largent, ex-Presidente do Conselho, como CEO e Presidente.

## Software
Em 2008, com 10 funcionários, a empresa lançou o Veeam Backup & Replication, uma ferramenta que oferecia backups incrementais e replicação baseada em imagens para VMs VMware vSphere, com deduplicação e compactação de dados integradas. O Veeam Backup & Replication começou a suportar o Microsoft Hyper-V em 2012.
Em 2015, a empresa ampliou sua linha de produtos com um utilitário gratuito de backup para endpoints físicos – o Veeam Endpoint Backup FREE, com suporte a PCs executando versões de 32 e 64 bits do sistema operacional Microsoft Windows e se integrou ao Veeam Backup & Replication. No mesmo ano, lançou o Veeam FastSCP for Microsoft Azure, uma ferramenta para copiar arquivos entre VMs no local e no Microsoft Azure.
Em 2016, lançou o Veeam Backup for Microsoft Office 365, para fazer backup de servidores Exchange do Office 365, e o Veeam Availability Orchestrator, um software para orquestração de recuperação de desastres com múltiplos hipervisores e recursos de documentação, teste e geração de relatórios.
Em 2017, a Veeam introduziu três novos produtos: Veeam Agent for Microsoft Windows e Veeam Agent for Linux – para proteção de dados de cargas de trabalho físicas, com vários cenários de backup e restauração, incluindo a nuvem, e o Veeam Availability Console – uma ferramenta gratuita para gerenciar a proteção de dados e recuperação de desastres com tecnologia Veeam, em infraestruturas distribuídas e permitir a entrega de serviços de BaaS e DRaas por meio de provedores de serviços.
Em 2020, a Veeam anunciou 16 grandes lançamentos (mais de 25, incluindo as atualizações) com centenas de novos recursos. Isso inclui o Veeam Backup & Replication™ v10, Veeam ONE™ v10, Veeam Backup for Nutanix AHV v2, Veeam Service Provider Console v4, Veeam Backup for Microsoft Azure v1, Veeam Availability Orchestrator v3, Veeam Backup for Microsoft Office 365 v5 e Veeam Backup for AWS v3.

## Aquisições
Em 2008, a empresa adquiriu a nworks para integrar ainda mais o gerenciamento do VMware com plataformas de sistemas corporativos da Microsoft e da Hewlett-Packard.
Isso resultou em dois novos produtos:
- Veeam nworks Management Pack for VMware, para integrar diretamente o gerenciamento de VMware ao Microsoft System Center Operations Manager.

- Veeam nworks Smart Plug-In for VMware, para integrar diretamente o gerenciamento de VMware ao HP OpenView.

Em 2012, ambos os produtos foram renomeados Veeam Management Pack e Veeam Smart Plug-In, omitindo o termo "nworks".
Em 2017, a Veeam adquiriu a N2WS, uma empresa que fornecia soluções nativas de nuvem para backup e recuperação de desastres de nível corporativo para Amazon Web Services (AWS). Em 2019, a Veeam vendeu a N2WS de volta para seus fundadores originais, após discussões com o governo dos EUA.

Em 2020, a Veeam adquiriu a Kasten, líder de mercado de backup e recuperação de desastres para Kubernetes.